# Médias en Abitibi-Témiscamingue
La plupart des médias de la région de l'Abitibi-Témiscamingue au Québec dessert toutes les villes de la région avec peu de différences entre les différents pôles.
Plusieurs stations de l'Abitibi-Témiscamingue sont affiliés à un réseau et produisent du contenu original. Elles diffusent aussi les émissions provenant principalement de Montréal.
Bien que les villes de Rouyn-Noranda et de Val-d'Or soient suffisamment éloignées l'une de l'autre pour qu'elles aient des stations de radiodiffusion indépendantes, la majorité des stations diffusent à partir d'une seule ville. Elles ont un ou plusieurs émetteurs dans d'autres villes.
La seule exception est les stations Énergie qui ont des studios distincts, sauf pour l'émission matinale diffusé régionalement à partir de Val-d'Or.

## Histoire
En 1920, le premier journal de la région L'Abitibi fait son apparition et son directeur était Hector Authier. En 1922, il devient La Gazette du Nord et par la suite L'Écho Abitibien en 1952.
En 1938, Donald A. Jones, le propriétaire du Rouyn-Noranda Press, obtient un permis de radiodiffusion. L'année suivante la station CKRN est en fonction, affiliée à CBL-Toronto. RNC Média est fondé en 1948 par Jean-Joffre et David-Armand Gourd et regroupe les stations CKRN 1400 AM (Rouyn-Noranda), CKVD 900 AM (Val-d'Or), CHAD 1340 AM (Amos) et CKLS 1240 AM (La Sarre).
En 1957 CKRN-TV devient la première station de télévision en Abitibi-Témiscamingue, affiliée à la télévision de Radio-Canada. Jusqu'en 2018,lLa région était desservie par ICI Radio-Canada Télé (CKRN-DT) qui diffusait sur le canal 4 à Rouyn-Noranda, affilié à RNC Média avec des antennes dans toute la région.
En 1957, deux câblodistributeurs sont fondés : Câblevision dans les régions de Rouyn-Noranda, Val-d'Or et Malartic, et Câble Amos dans la grande région d'Amos. Câblevision est acheté en 2001 par Télébec, propriété de BCE, et devient une filiale de Bell Aliant. Sa télévision communautaire est TVC9. En 2019, Câble Amos est acheté par Vidéotron. Sa télévision communautaire est MédiAT-TVC7.
Dans les années 60, les médias communautaires offrent à la population une programmation misée sur l'éducation populaire avec l'organisme Multi-média qui achète du temps d'antenne à la radio et à la télévision. Il œuvrait aussi dans les journaux. Fernand Bellehumeur était son premier animateur. François Gendron, à l'époque enseignant, y était animateur éducatif.
À l'automne 1979, CFEM-TV (TVA, anciennement Télé-Métropole) entre en ondes. CIVA-TV (Télé-Québec, anciennement Radio-Québec) suivre en 1980 et CFVS-TV (maintenant Noovo, anciennement Télévision Quatre Saisons) apparaît en 1986.

## Radio
| Fréquence | Indicatif | Nom de la station         | Type          | Réseau                                        | Notes                                          |
| --------- | --------- | ------------------------- | ------------- | --------------------------------------------- | ---------------------------------------------- |
| FM 88.3   | CBFX-FM-3 | Ici Musique               | Publique      | Société Radio-Canada                          | Amos; satellite de CBFX-FM Montreal            |
| FM 88.7   | CHIC-FM   |                           | Religieux     | Communications CHIC                           | Rouyn-Noranda                                  |
| FM 89.1   | CBFY-FM   | Ici Radio-Canada Première | Publique      | Société Radio-Canada                          | Ville-Marie; satellite de CHLM                 |
| FM 89.9   | CBFX-FM-4 | Ici Musique               | Publique      | Société Radio-Canada                          | Rouyn-Noranda; satellite de CBFX-FM Montreal   |
| FM 90.7   | CHLM-FM   | Ici Radio-Canada Première | Publique      | Société Radio-Canada                          | Rouyn-Noranda                                  |
| FM 91.5   | CHLM-FM-1 | Ici Radio-Canada Première | Publique      | Société Radio-Canada                          | Amos; satellite de CHLM                        |
| FM 91.9   | CBMA-FM   | CBC Radio One             | Publique      | Canadian Broadcasting Corporation             | Rouyn-Noranda; satellite de CBVE-FM Quebec     |
| FM 92.1   | CKVM-FM-1 | Radio CKVM                | Communautaire | Radio-Témiscamingue                           | Témiscaming; satellite de CKVM                 |
| FM 92.3   | CHNT-FM   |                           | Autochtone    | Minwadjimowin Algonquin Communication Society | Timiskaming First Nation                       |
| FM 92.5   | CJMM-FM-1 | Énergie                   | Commerciale   | Bell Media                                    | La Sarre; satellite de CJMM                    |
| FM 92.5   | CHUT-FM-1 |                           | Autochtone    | Radio communautaire Lac-Simon                 | Val-d'Or; satellite de CHUT                    |
| FM 93.1   | CKVM-FM   | Radio CKVM                | Communautaire | Radio-Témiscamingue                           | Ville-Marie                                    |
| FM 95.3   | CHUT-FM   |                           | Autochtone    | Radio communautaire Lac-Simon                 | Lac-Simon                                      |
| FM 95.7   | CHGO-FM-1 | Capitale Rock             | Commerciale   | Arsenal Media                                 | Rouyn-Noranda; satellite de CHGO               |
| FM 95.9   | CBF-FM-1  | Ici Radio-Canada Première | Publique      | Société Radio-Canada                          | Senneterre; satellite de CHLM                  |
| FM 96.5   | CHOA-FM   | WOW FM                    | Commerciale   | Arsenal Media                                 | Rouyn-Noranda                                  |
| FM 98.3   | CHUN-FM   |                           | Autochtone    | Radio communautaire Lac-Simon                 | Rouyn-Noranda; satellite de CHUT               |
| FM 99.1   | CJMM-FM   | Énergie                   | Commerciale   | Bell Media                                    | Rouyn-Noranda                                  |
| FM 100.5  | CIBO-FM   |                           | Communautaire | Radio Communautaire de Senneterre             | Senneterre                                     |
| FM 100.7  | CHLM-FM-2 | Ici Radio-Canada Première | Publique      | Société Radio-Canada                          | La Sarre; satellite de CHLM                    |
| FM 101.1  | CBMN-FM   | CBC Radio One             | Publique      | Canadian Broadcasting Corporation             | Malartic/Val-d'Or; satellite de CBVE-FM Quebec |
| FM 102.1  | CJGO-FM   | Capitale Rock             | Commerciale   | Arsenal Media                                 | La Sarre                                       |
| FM 102.7  | CJMV-FM   | Énergie                   | Commerciale   | Bell Media                                    | Val-d'Or                                       |
| FM 103.1  | CBFZ-FM   | Ici Radio-Canada Première | Publique      | Société Radio-Canada                          | Témiscaming; satellite de CHLM                 |
| FM 103.5  | CHOA-FM-1 | WOW FM                    | Commerciale   | Arsenal Media                                 | Amos; satellite de CHOA                        |
| FM 103.9  | CHOA-FM-2 | WOW FM                    | Commerciale   | Arsenal Media                                 | La Sarre; satellite de CHOA                    |
| FM 104.3  | CHGO-FM   | Capitale Rock             | Commerciale   | Arsenal Media                                 | Amos                                           |
| FM 105.3  | CHOW-FM   | Radio Boréale             | Communautaire | Radio Boréale                                 | Amos                                           |

- FM 100,5 CFME, une station de radio événementielle en français à Rouyn-Noranda[11].

## Télévision
| Chaîne analogique | Chaîne numérique | PSIP numérique | Indicatif | Réseau      | Remarques                                                                    |
| ----------------- | ---------------- | -------------- | --------- | ----------- | ---------------------------------------------------------------------------- |
|                   | 8                | 8.1            | CIVA-DT-1 | Télé-Québec | Rouyn-Noranda; satellite de CIVM-TV Montréal                                 |
|                   | 10               | 10.1           | CFEM-DT-1 | TVA         | Val-d'Or; satellite de CFEM-DT                                               |
| 11                |                  |                | CITO-TV-2 | CTV         | Kearns, Ontario ; satellite de CITO-TV, Timmins, ON, propriété de Bell Media |
|                   | 12               | 12.1           | CIVA-DT   | Télé-Québec | Val-d'Or; satellite de CIVM-DT Montréal, bureau de la Fabrique culturelle    |
|                   | 13               | 13.1           | CFEM-DT   | TVA         | Rouyn-Noranda, affilié à RNC Média                                           |
|                   | 20               | 20.1           | CFVS-DT-1 | Noovo       | Rouyn-Noranda; satellite de CFVS-DT                                          |
|                   | 15               | 25.1           | CFVS-DT   | Noovo       | Val-d'Or, affilié à RNC Média                                                |

## Journaux
- Le Citoyen
- L'Indice bohémien[12]
- L'Écho des montagnes
- La Depêche
- Le Reflet (n’est plus imprimé, mais continue en numérique)[13]

Anciens journaux
- L'Écho
- L'Éclat
- La Frontière